# ヤマトキヨウダイ
ヤマトキヨウダイは日本中央競馬会に登録されていた競走馬。引退後に種牡馬となった。甥に1966年の朝日盃3歳ステークス馬モンタサンがいる。
※なお、馬齢は旧表記とする。

## 経歴
1960年5月9日、北海道浦河郡浦河町の伏木田牧場に生まれる。母のヤマトチカラの馬主であった門井みちの所有馬となり、東京競馬場の稲葉幸夫厩舎に預託される。

### 3歳 - 4歳
1962年10月21日、東京競馬場でのサラブレッド3歳新馬戦にて梶与四松騎乗でデビューし、9番人気で2着入線。同年11月17日にデビュー3戦目のサラブレッド3歳未勝利戦（東京競馬場）で初勝利を挙げた。
陣営では当時の日本競馬の主力サイアーであったヒンドスタン産駒であり、母の父が東京優駿馬のクモハタという良血であることからクラシック戦線への期待をかけていたが、4歳春は思うように成績が上がらず、1963年4月29日の40万円下条件戦での1勝のみとなった。その後、8月の福島競馬場での信夫特別で加賀武見に乗り代わって勝利すると、9月8日、秋競馬緒戦の京王杯オータムハンデキャップに挑戦したが同じ稲葉幸夫厩舎のトキクインの5着と敗れた。その後はオールカマー、カブトヤマ記念、クモハタ記念と重賞に連続出走したが、勝つことは出来なかった。

### 5歳 - 6歳
明け5歳となった1964年、1月3日の正月競馬金杯5着の後、2月23日の中山記念で3着、6月13日の平場オープン競走では当時若手騎手であった嶋田功が騎乗して1着となる。中1週置いて日本経済賞で1着となり、重賞初制覇。その後は重賞格上げ前のCBC賞（オープン特別）でも1着となった。
迎えた秋競馬緒戦の京王杯オータムハンデで2着、毎日王冠では4着と敗れはしたものの、天皇賞（秋）の前哨戦となった目黒記念（秋）でアサホコ（後の天皇賞馬）に競り勝つ。その勢いで第50回天皇賞（秋/芝3,200m）に出走。2番人気に支持され、レースでは同期のメイズイ（1番人気）など他馬を寄せ付けず、3分21秒7の当時のレコードタイムで八大競走初制覇を果たした。
そして暮れの第9回有馬記念に出走。この有馬記念にはこの年の4歳クラシック三冠馬のシンザンは出走しなかったが、メイズイ、ウメノチカラ、ヒカルポーラなどの顔ぶれが揃う中、3番人気に支持され、牝馬トーストに1馬身3分の4の差をつけて優勝。八大競走2連勝を飾ると同時に、1964年度の啓衆社賞最優秀5歳以上牡馬に選ばれた。
ヤマトキヨウダイは6歳も現役を続行し、勝ち星こそなかったが全てのレースで掲示板を外さない安定ぶりを見せた。1965年の第10回有馬記念でシンザンの5着に入ったのを最後に現役を引退した。

### 現役引退後
現役引退後のヤマトキヨウダイは種牡馬となったが、これといった産駒を出せずに終わった。

## 戦績
- 中央競馬38戦12勝（重賞4勝）

### 主な勝ち鞍
- 日本経済賞（1964年）
- 目黒記念（1964年/秋）
- 天皇賞（1964年/秋）
- 有馬記念（1964年）

## 血統表
| ヤマトキヨウダイの血統（ボワルセル系 / Gainsborough 4×4=12.50%、Blandford 4×4=12.50%） | ヤマトキヨウダイの血統（ボワルセル系 / Gainsborough 4×4=12.50%、Blandford 4×4=12.50%） | ヤマトキヨウダイの血統（ボワルセル系 / Gainsborough 4×4=12.50%、Blandford 4×4=12.50%） | （血統表の出典）              | （血統表の出典） |
| 父 *ヒンドスタン Hindostan 1946 黒鹿毛                                                 | 父の父Bois Roussel 1935 黒鹿毛                                                         | Vatout                                                                                 | Prince Chimay                 | Prince Chimay    |
| 父 *ヒンドスタン Hindostan 1946 黒鹿毛                                                 | 父の父Bois Roussel 1935 黒鹿毛                                                         | Vatout                                                                                 | Vasthi                        |                  |
| 父 *ヒンドスタン Hindostan 1946 黒鹿毛                                                 | 父の父Bois Roussel 1935 黒鹿毛                                                         | Plucky Liege                                                                           | Spearmint                     | Spearmint        |
| 父 *ヒンドスタン Hindostan 1946 黒鹿毛                                                 | 父の父Bois Roussel 1935 黒鹿毛                                                         | Plucky Liege                                                                           | Concertina                    |                  |
| 父 *ヒンドスタン Hindostan 1946 黒鹿毛                                                 | 父の母Sonibai 1939 鹿毛                                                                | Solario                                                                                | Gainsborough                  | Gainsborough     |
| 父 *ヒンドスタン Hindostan 1946 黒鹿毛                                                 | 父の母Sonibai 1939 鹿毛                                                                | Solario                                                                                | Sun Worship                   |                  |
| 父 *ヒンドスタン Hindostan 1946 黒鹿毛                                                 | 父の母Sonibai 1939 鹿毛                                                                | Udanipur                                                                               | Blandford                     | Blandford        |
| 父 *ヒンドスタン Hindostan 1946 黒鹿毛                                                 | 父の母Sonibai 1939 鹿毛                                                                | Udanipur                                                                               | Uganda                        |                  |
| 母 ヤマトチカラ 1953 鹿毛                                                              | 母の父クモハタ 1936 栗毛                                                               | *トウルヌソル                                                                          | Gainsborough                  | Gainsborough     |
| 母 ヤマトチカラ 1953 鹿毛                                                              | 母の父クモハタ 1936 栗毛                                                               | *トウルヌソル                                                                          | Soliste                       |                  |
| 母 ヤマトチカラ 1953 鹿毛                                                              | 母の父クモハタ 1936 栗毛                                                               | *星旗                                                                                  | Gnome                         | Gnome            |
| 母 ヤマトチカラ 1953 鹿毛                                                              | 母の父クモハタ 1936 栗毛                                                               | *星旗                                                                                  | Tuscan Maiden                 |                  |
| 母 ヤマトチカラ 1953 鹿毛                                                              | 母の母ヤマトナデシコ 1943 鹿毛                                                         | *プリメロ                                                                              | Blandford                     | Blandford        |
| 母 ヤマトチカラ 1953 鹿毛                                                              | 母の母ヤマトナデシコ 1943 鹿毛                                                         | *プリメロ                                                                              | Athasi                        |                  |
| 母 ヤマトチカラ 1953 鹿毛                                                              | 母の母ヤマトナデシコ 1943 鹿毛                                                         | オーグメント                                                                           | Gallon                        | Gallon           |
| 母 ヤマトチカラ 1953 鹿毛                                                              | 母の母ヤマトナデシコ 1943 鹿毛                                                         | オーグメント                                                                           | 第二アストニシメント F-No.7-c |                  |

- 祖母ヤマトナデシコは1947年の中山記念（秋）勝ち馬。
- 3代母オーグメント（競走馬名アスベル）は、共に天皇賞の前身である帝室御賞典と優勝内国産馬連合競走の勝ち馬。
- 6代母アストニシメントは小岩井農場の基礎輸入牝馬の一頭。